# Liv Kristine
Liv Kristine Espenaes Krull (rođena 14. februara 1976. u gradu Stavanger, Norveška), bolje znana kao Liv Kristine, je bivši vokal bendova Theatre of Tragedy i Leaves' Eyes.
Muzikalna od najranijih dana, Liv se pridružila bendu Theatre of Tragedy kao prateći vokal, ali je ubrzo postala ravnopravni vokal sa pevačem Raymond István Rohonyi-jem. 3. jula 2003. udala se za Aleksandera Krula (Alexander Krull), pevača nemačkog benda Atrocity, i decembra iste godine rodila sina Leona Aleksandera. Nakon što je izbačena iz benda Theatre of Tragedy, formirala je novi bend Leaves' Eyes, zajedno sa muzičarima Atrocity-ja. Objavila je i solo radove. Njena mlađa sestra, Carmen Elise Espenaes, je pevačica benda Midnattsol. Bend Leaves' Eyes napušta početkom 2016. godine.

## Diskografija

### Sa bendom Theatre of Tragedy
- Theatre of Tragedy (1995)
- Velvet Darkness They Fear (1996)
- Der Tanz Der Schatten (Single, 1996)
- A Rose For the Dead (EP, 1997)
- Cassandra (Single, 1998)
- Aégis (1998)
- Theatre of Tragedy Shape (1999)
- Image (Single, 2000)
- Musique (2000)
- Inperspective (EP, 2000)
- Machine (Single, 2000)
- Closure:Live (2001)
- Assembly (2002)

### Sa bendom Leaves' Eyes
- Into Your Light (Single, 2004)
- Lovelorn (2004)
- Elegy (Single, 2005)
- Vinland Saga (2005)
- Legend Land (2006)
- My Destiny (Single, 2009)
- Njord (2009)
- At Heaven's End (Bonus CD, 2010)
- Meredead (2011)
- Symphonies of the Night (2013)
- King of Kings (2015)

### Solo radovi
- 3am (Single, 1998)
- Deus ex Machina (1998)
- Take Good Care (Single, 1998)
- 3am - Fanedition (1999)
- One Love (Single, 1999)
- Fake a Smile (EP, 2006)
- Enter My Religion (2006)
- Skintight (2010)

### Gostojući vokal
Liv je gostovala kao vokal na albumima sledećih grupa: Atrocity, Heavenwood, Weltenbrand, Das Ich, Genius, Immortal Rites, Hortus Animae, Cradle of Filth, Umbra et Imago, and Beto Vázquez Infinity.

## Spoljne veye
- Zvanični sajt Liv Kristine
- Biografija